# 휴스턴 커뮤니티 칼리지 시스템

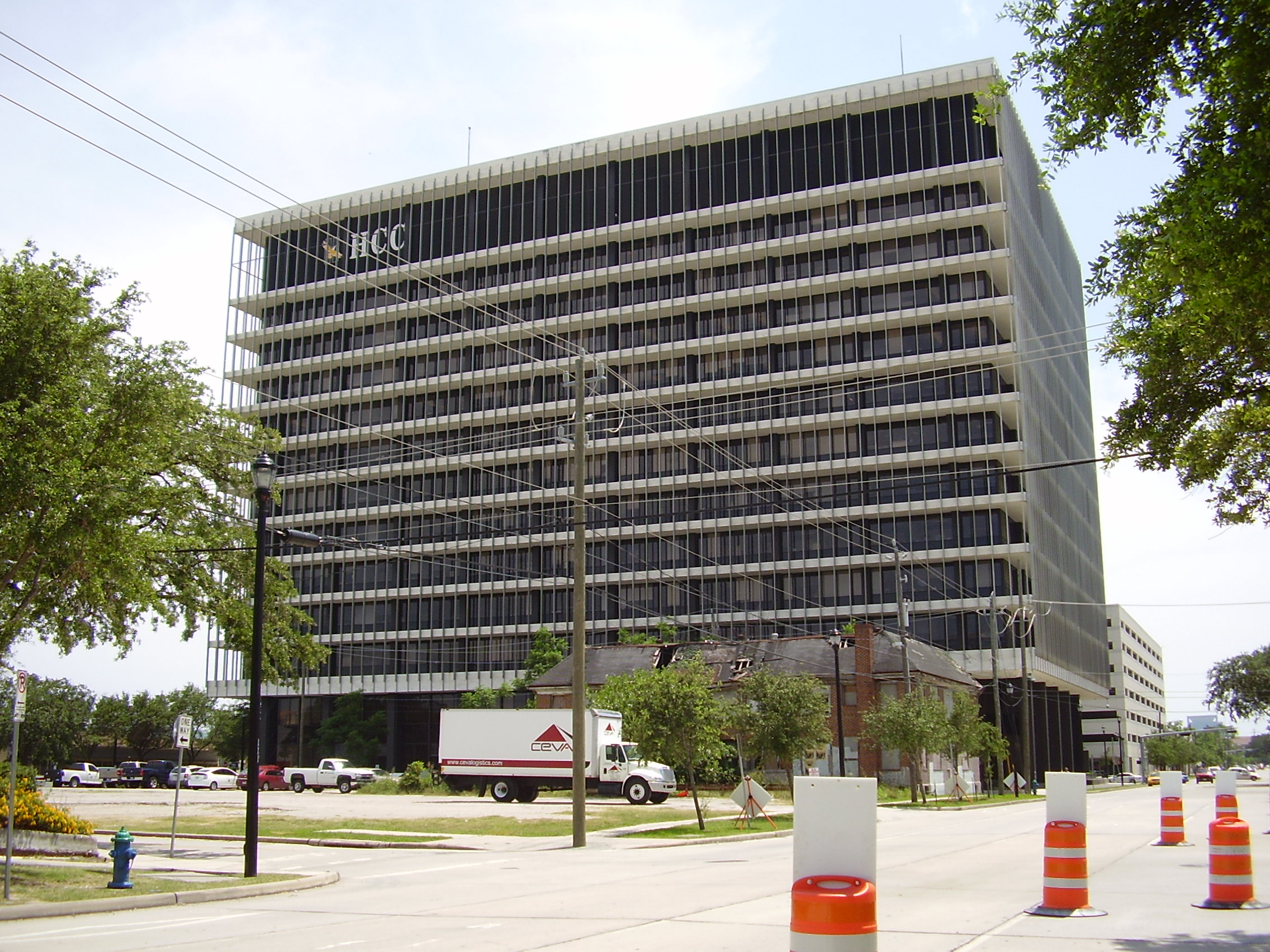
휴스턴 커뮤니티 칼리지 시스템 행정부 (휴스턴 미드타운)

휴스턴 커뮤니티 칼리지 시스템(Houston Community College System, HCCS)은 텍사스주의 스태퍼드, 미주리 시, 휴스턴에 위치한 커뮤니티 칼리지들을 운영하는 커뮤니티 칼리지 시스템이다.
텍사스주 의회가 정의한 바에 따라, HCCS에 영향을 받는 공식 지역은 다음의 학교 지역 내 영토를 포함한다:
- Houston Independent School District
- Stafford Municipal School District
- Spring Branch Independent School District
- Alief Independent School District
- North Forest Independent School District
- 미주리 시 영토 내에 위치한 Fort Bend Independent School District의 일부

## 역사
호스턴 커뮤니티 칼리지 시스템, 곧 HCCS는 Houston Independent School District가 커뮤니티 칼리지를 개설하려는 시도로 두 번째이다. 1927년 백인들을 위한 최초의 커뮤니티 칼리지인 "휴스턴 주니어 칼리지"를 세웠으나 나중에 휴스턴 대학교와 휴스턴 칼리지 포 니그로스(Houston College for Negroes, 현재의 텍사스 서던 대학교)로 변경되었다. 1971년 HJC와 HCN이 휴스턴 대학교와 텍사스 서던 대학교로 각각 이름이 바뀌면서 HCCS가 새로 설립되었다.

## HCC 텔레비전
HCCS는 휴스턴 커뮤니티 칼리지 텔레비전 (HCCTV)라는 텔레비전 채널을 운영하고 있다. 이 채널은 컴캐스트 채널 19, TV 맥스 채널 97, 포노스코프 채널 77, 세브리지(Cebridge) 채널 20에서 방영되며, 인터넷으로도 시청할 수 있다. 스튜디오 단지는 HCC 본사에 위치해 있으며 대형 스튜디오, 5개 편집소, 디지털 마스터 컨트롤 시스템으로 이루어져 있다. HCC는 1934년 텔레비전 채널을 시작하였다.